# Giovanni Decimo Pellegrini
Giovanni Decimo Pellegrini (Pescia, 29 gennaio 1918 – Camiri, 31 ottobre 1992) è stato un vescovo cattolico e missionario italiano.

## Biografia
Nipote di Annibale Pellegrini e Carola Mariani, figlio di Alessandro Pellegrini ed Emilia Giuntoli, la sua era una numerosa famiglia (11 figli-di cui 10 viventi) contadina che viveva nella zona del Castellare in territorio pesciatino. Fu battezzato con il nome Decimo nella chiesa di Torricchio. Maturata la vocazione religiosa, iniziò gli studi nei seminari francescani di Giaccherino e di Colleviti, dove vestì il saio rinominandosi fra' Giovanni. Si perfezionò a Siena e a Firenze, dove conseguì le lauree in scienze naturali e fisica. Il 6 luglio 1941 fu ordinato sacerdote dal vescovo di Pescia Angelo Simonetti nella chiesa del convento di Colleviti. Intenzionato a dedicarsi alle missioni, partì per la Bolivia. Il 18 dicembre 1972 papa Paolo VI lo nominò vescovo titolare di Tatilti e vicario apostolico di Cuevo. Fu consacrato l'8 aprile 1973 nella cattedrale di Santa Cruz de la Sierra. Rimase alla guida del vicariato, che nel 1976 spostò la sua sede a Camiri, fino alla morte.

## Genealogia episcopale
La genealogia episcopale è:
- Cardinale Scipione Rebiba
- Cardinale Giulio Antonio Santori
- Cardinale Girolamo Bernerio, O.P.
- Arcivescovo Galeazzo Sanvitale
- Cardinale Ludovico Ludovisi
- Cardinale Luigi Caetani
- Cardinale Ulderico Carpegna
- Cardinale Paluzzo Paluzzi Altieri degli Albertoni
- Papa Benedetto XIII
- Papa Benedetto XIV
- Cardinale Enrico Enriquez
- Arcivescovo Manuel Quintano Bonifaz
- Cardinale Buenaventura Córdoba Espinosa de la Cerda
- Cardinale Giuseppe Maria Doria Pamphilj
- Papa Pio VIII
- Papa Pio IX
- Cardinale Alessandro Franchi
- Cardinale Giovanni Simeoni
- Cardinale Antonio Agliardi
- Cardinale Basilio Pompilj
- Cardinale Adeodato Piazza, O.C.D.
- Cardinale José Clemente Maurer, C.SS.R.
- Vescovo Giovanni Decimo Pellegrini, O.F.M.